# 达米亚诺·达米亚尼
达米亚诺·达米亚尼（義大利語：Damiano Damiani，1922年7月23日—2013年3月7日），意大利电影导演、作家、编剧和演员。
导演过多部电影作品，电影《警察局长的自白》获1971年莫斯科电影节圣乔治金奖，犯罪电影《调查》1986年获意大利电影金像奖。
2013年3月7日，因呼吸衰竭在罗马家中逝世。